# William Doxford & Sons
William Doxford & Sons war eine Werft mit Sitz in Pallion, Sunderland am Fluss Wear in North East England,  Großbritannien. Die Werft wurde insbesondere durch den Bau von Turretdeckern und Schiffsmaschinen bekannt.

## Geschichte

### Die Anfänge
Gegründet wurde William Doxford & Sons 1840 vom Schiffbauer William Doxford, der in diesem Jahr seine erste Werft zum Bau hölzerner Segelschiffe in Cox Green am Oberlauf des Wear eröffnete. Im Jahr 1857 traten die beiden Söhne Williams in den Betrieb ein und die Werft zog, um sich zu vergrößern, zu ihrem ersten Sitz westlich der späteren Werft in Pallion um. Das Jahr 1870 brachte den nächsten Umzug zu ihrem, mit fünf Hellingen versehenen, endgültigen Standort, welcher „West Yard“ genannt wurde. Dort wurde die Produktion auf den Bau von eisernen Dampfschiffen. Doxford erhielt ab 1872 Aufträge der britischen Admiralität zum Bau von Marineschiffen, namentlich eine Serie von drei Kanonenbooten. Schon ab etwa 1880 wurde auf der Werft, zusätzlich zum Bau von Klippern, mit der Produktion von Verbund-Dampfmaschinen und Dampfkesseln begonnen.
Als William Doxford 1882 starb, wurde die Werft gemeinschaftlich von seinen Söhnen William Theodore, Alfred, Robert und Charles Doxford weitergeführt. William Theodore Doxford wurde Geschäftsführer und machte aus dem Unternehmen am 1. Januar 1891 eine Limited Gesellschaft, welche als „William Doxford & Sons Ltd, iron ship builders and marine engineers“ firmierte. Er fungierte als geschäftsführender Direktor und wurde später zum Ritter geschlagen.
Das erste Schiff, welches die neue Gesellschaft baute, war 1891 die Hawkes Bay als erstes einer Dreierserie für den wichtigsten Kunden der Werft, die Reederei Clan Line in Glasgow. Auch ein weiterer Auftrag der Admiralität zum Bau einer Serie von Torpedobooten wurde Anfang der 1890er Jahre umgesetzt. 1901 zerstörte ein Feuer die Maschinenbauwerkstatt, woraufhin diese in modernisierter Form wieder aufgebaut wurde. 1902 war Doxford die größte Werft in Sunderland und arbeitete bereits auf einem Areal von knapp 13 Hektar.

### Die Doxford-„Turrets“

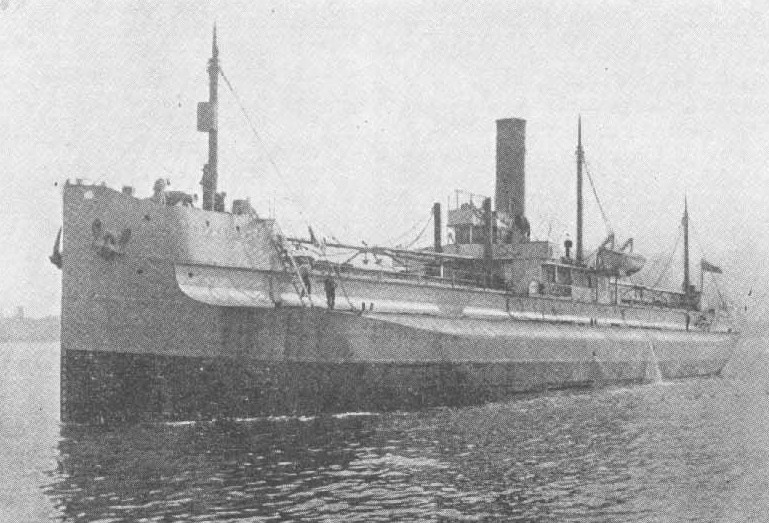
Die Turret Chief von 1896

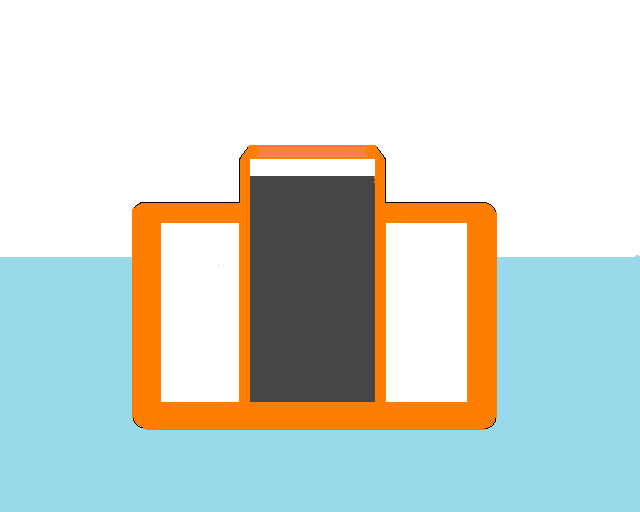
Schema der Laderaumaufteilung eines Turmdeckers für den Transport von Eisenerz

Es gibt abweichende Angaben, wer die wesentlichen Grundlagen zum Bau der Turretdecker schuf. Doxfords Chefzeichner Arthur Havers soll gegenüber Doxford geäußert haben, sich seine Entwürfe patentieren lassen zu wollen, nur um festzustellen, dass dieser Havers’ Entwürfe schon im Namen der Werft zum Patent eingereicht hatte. Beim darauffolgenden Prozess wurde Havers ein Schadensersatz von 1250 Pfund Sterling für die entgangenen Patentrechte zugesprochen. Er verließ Doxford im Streit und arbeitete danach bei der nahegelegenen Werft Osbourne, Graham & Company in South Hylton, wo er später das Wellenprofilschiff entwarf. Obwohl trotz des Patents nicht abschließend erwiesen ist, dass der Frachtschiffstyp des Turmdeckers als solches bei Doxford erfunden wurde, gerieten diese dort seit 1892 gebauten Schiffe zum Markenzeichen der Werft. Ab 1892 wurden auf der Werft versuchsweise mehrere neuartige Schiffstypen gebaut. So konnte 1893 nach dem ersten Besuch eines Whalebacks in England, der Charles W. Wetmore, auch ein Schiff dieser Bauart bei Doxford in Lizenz gebaut werden. Bekannter wurde aber der Doxford-„Turret“; dieser zeichnete sich durch einen verhältnismäßig schmalen mittleren Laderaum aus, dessen Turretdeck genannter, oberer Abschluss wie eine über die Schiffslänge durchgezogene stark erhöhte Lukenkumming über das normale Hauptdeck aufragte. Das verbliebene seitliche Hauptdeck ging abgerundet in die Außenhaut über und wurde bei den Doxford-Turrets Hafendeck (Harbourdeck) genannt. Gebaut wurden diese Schiffe als Trampschiffe mit „offenem“ innerem Laderaum und Zwischendeck und als reine Erzfrachter, bei denen der mittlere unter den Luken gelegene Laderaum beladen wurde.
Da dieser Entwurf zwar eine für seine Größe vorteilhafte, und damit finanziell auch für den Schiffseigner interessante Vermessung als offener Shelterdecker aufwies, Lloyd’s of London aber dem Entwurf aus Sicherheitsgründen kritisch gegenüberstand, wurde von Doxford The Turret Steam Shipping Co. als eine eigene Gesellschaft zum Bau und Betrieb des Typschiffs der Serie, der Turret, gegründet. Diese Gesellschaft fungierte auch als Underwriter. Bereedert wurden die insgesamt acht Schiffe, die auf diese Weise entstanden, von Petersen Tate & Company. Der Entwurf offenbarte zwar später bei großen Krängungswinkeln einen Mangel an Formstabilität, der auch zum Untergang mehrerer Schiffe dieses Typs führte, es gelang jedoch, nicht zuletzt durch den erfolgreichen Einsatz der auf eigenes Risiko betriebenen Schiffe, andere Reedereien von den Vorzügen dieses Schiffstyps zu überzeugen. Bis 1902 waren schon 65 „Turret’s“ entstanden und die Werft wurde erweitert, indem man begann, bis 1904 das neue „East Yard“ mit drei Hellingen zu bauen, und die fünf alten Hellinge des „West Yard“ durch drei größere neue ersetzte, was den Neubau größerer Schiffe erlaubte. Von 1904 bis 1907 fand hier die höchste Schiffsproduktion weltweit statt. Erst als das Board of Trade 1910 seine Vermessungsregeln änderte, wurde der Bau von Turrets uninteressant. Insgesamt entstanden 182 Doxford-Turretdecker, 176 davon in elf Jahren bei Doxford.
Verschiedene dieser Schiffe fuhren später für die deutsche Reederei Johs. Fritzen & Sohn in der Eisenerzfahrt.
Mit der Emma Sauber wurde 1909 das erste Schiff der Werft mit patentiertem Selbstentladesystem abgeliefert. Das Unternehmen war zu diesem Zeitpunkt außer mit der Herstellung von verschiedensten Marine- und Frachtschiffstypen und Schiffsmaschinen wie Motoren, Dampfmaschinen, Kesseln und Turbinen auch noch mit dem Bau von Selbstentladesystemen und als Gießerei beschäftigt.

### Die Weltkriege
Während des Ersten Weltkriegs baute die Doxford Werft 21 Torpedobootzerstörer, fünf Frachtschiffe und neunzehn Einheiten des WAR-Typs, neun des Standardkriegstyps A, drei B und sieben der größeren F Einheiten, die allerdings erst nach Kriegsende fertiggestellt wurden. Darüber hinaus entstanden Bargen für die Regierung. 1916 starb Sir William Theodore Doxford, und das Unternehmen wurde von Albert Ernest Doxford weitergeführt.
1919 wurde die Mehrheit der Gesellschaft von der Northumberland Shipbuilding Co. und der Sperling Group übernommen. Der Familienanteil der Doxfords wurde verkauft und Albert Ernest Doxford zog sich aus dem Geschäft zurück. Im darauffolgenden Jahr brach der Frachtenmarkt ein, was zur Stornierung von 19 der 33 vorliegenden Bauaufträge führte und die bestehenden Aufträge auf ein Viertel ihres vormaligen Wertes schrumpfen ließ. Schon ein Jahr später konnte die Werft die Fertigstellung der Yngaren, des weltweit ersten großen Einschrauben-Motorschiffes vermelden.
Als die Sperling Group 1924 zusammenbrach, wurde die Werft nach der Übergabe eines letzten Schiffes im September geschlossen, um erst 1927 wiedereröffnet zu werden. Schon 1931 wurde der Baubetrieb auf der Werft erneut eingestellt. Es wurde aber an der Entwicklung eines motorgetriebenen Stückgutschiffstyps gearbeitet, welcher seinen höheren Baupreis durch geringere Betriebskosten wettmachen sollte. Erste Versuche sahen einen Einzylindermotor vor dessen Rumpf dem Motor angepasst war, dieser Entwurf wurde jedoch verworfen. Der letztlich gefundene Entwurf wurde unter dem Begriff Doxford Economy bekannt. Das Typschiff des ersten geschweißten statt genieteten, Frachtschiffstyps der Werft wurde am 6. Dezember 1934 als Sutherland zu Wasser gelassen. Der Verbrauch dieses etwa 30 Mal gebauten und 10 Knoten schnellen Typs war mit nur 6,5 Tonnen Dieselkraftstoff angegeben. Einen noch größeren Erfolg stellte der ab 1938 hergestellte verbesserte Entwurf des Doxford Economy tramp design dar. Dieser mit 9,5 Tonnen Tagesverbrauch etwa 12 Knoten schnelle Typ wurde bis 1954 in 85 Einheiten gefertigt.
Während des Zweiten Weltkriegs wurden alleine 75 Frachtschiffe mit über 500.000 Bruttoregistertonnen gebaut, wobei 1942 der höchste Jahresausstoß in der Geschichte der Werft erzielt wurde.

### Nachkriegszeit
Nachdem 1946 in Palmers Hill eine zusätzliche Ausrüstungspier von John Dickinson & Sons erworben wurde, begann man wieder mit dem Schiffbau für zivile Auftraggeber. 1956 wurden mit William Doxford and Sons (Shipbuilders) und William Doxford and Sons (Engineers) zwei Tochtergesellschaften gegründet. Ab 1961 arbeitete die Werft mit den Werften Sir James Laing and Sons und Joseph L. Thompson and Sons zusammen, bevor sie sich 1966 als Doxford and Sunderland Shipbuilding and Engineering Company auch rechtlich zusammenschlossen.
Von Kriegsende bis 1966 hatte das Unternehmen genau 100 Trockenfrachter und 23 Tanker gebaut. Gleichzeitig wurde zum, in diesem Zeitraum weltweit zahlreich auch in Lizenz gebauten Doxford Dreizylinder Hauptmotor ein neuer Neunzylinder Doxford Typ „J“ Motor eingeführt. Das erste Exemplar wurde bei der Thompson Werft in den Tanker North Sands eingebaut.
1972 wurde das Unternehmen Doxford and Sunderland Group von Court Line übernommen. Am 5. März des folgenden Jahres wurde das Unternehmen in Sunderland Shipbuilders Limited umbenannt. Die alte East Yard Werft wurde komplett abgebrochen und man begann mit dem Bau einer neuen große Schiffbauhalle, in der zwei Schiffe gleichzeitig gebaut werden konnten. Schon 1974 brach die Court Line unter der großen Schuldenlast zusammen, woraufhin das Unternehmen im Folgejahr verstaatlicht wurde.
1976 konnte die neue East Yard Werft eröffnet werden und am 1. Juli 1977 wurde die Werftengruppe in die staatliche British Shipbuilders Corporation eingegliedert.
Der Massengutfrachter Canadian Pioneer erhielt 1980 den letzten Doxford Hauptmotor, woraufhin bei Pallion Engineering Works nur noch Ersatzteile hergestellt wurden.
Von 1981 bis 1984 fertigte Pallion Yard eine Serie von sieben sogenannten „B30 bulk carrier“, danach entstanden bis zum Zusammenschluss mit Austin & Pickersgill und der Reprivatisierung unter dem Namen North East Shipbuilders Ltd. im Jahr 1986 zwei große Bohrinselversorger für die schwedische Stena Line und einige Fährschiffe für Dänemark.

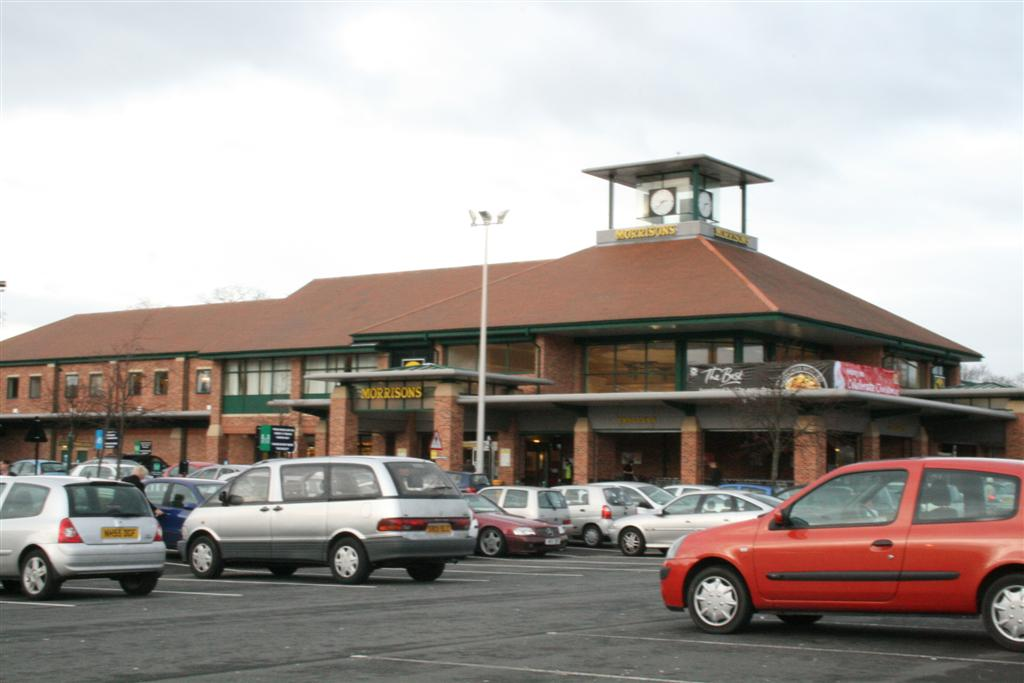
Einkaufszentrum Doxford Park auf dem ehemaligen Werftgelände

Ab 1988 gab es, nach langen Verhandlungen mit der Europäischen Kommission über die Reduzierung von Werftkapazitäten, keine weiteren Beihilfen der britischen Regierung und der Schiffbau wurde endgültig eingestellt und etwa 6.000 Beschäftigte verloren ihre Arbeitsplätze. Es standen in diesem Zusammenhang Beschuldigungen im Raum, dass die Schließung der Werften in Sunderland eine Vorbedingung für das Weiterbestehen der Govan Werft in Glasgow gewesen wäre. Obwohl Sunderland in der Folgezeit eine Summe von umgerechnet £ 45 Millionen an Zuschüssen der Europäischen Wirtschafts-Gemeinschaft für Restrukturierungsmaßnahmen und die Umschulung von Arbeitskräften erhielt, konnte auch ein Scheitern des letzten Überbleibsels der Werft, des Maschinenbauunternehmens Pallion Engineering, nicht verhindert werden.